# 11349 Witten
11349 Witten eller 1997 JH16 är en asteroid i huvudbältet som upptäcktes den 3 maj 1997 av den belgiske astronomen Eric W. Elst vid La Silla-observatoriet. Den är uppkallad efter den amerikanske fysikern Edward Witten.
Asteroiden har en diameter på ungefär 3 kilometer och den tillhör asteroidgruppen Vesta.